# صاوا
صاوا (به عربی: صاوا) یک روستا در سوریه است که در حماه واقع شده‌است. صاوا ۵۴۶ نفر جمعیت دارد.